# Lycophotia cissigma
Lycophotia cissigma is een vlinder uit de familie uilen (Noctuidae). De wetenschappelijke naam is voor het eerst geldig gepubliceerd in 1859 door Menetries.
De soort komt voor in Europa.